# Moravče pri Gabrovki
Moravče pri Gabrovki so naselje v Občini Litija.